# 黑室 (法国)

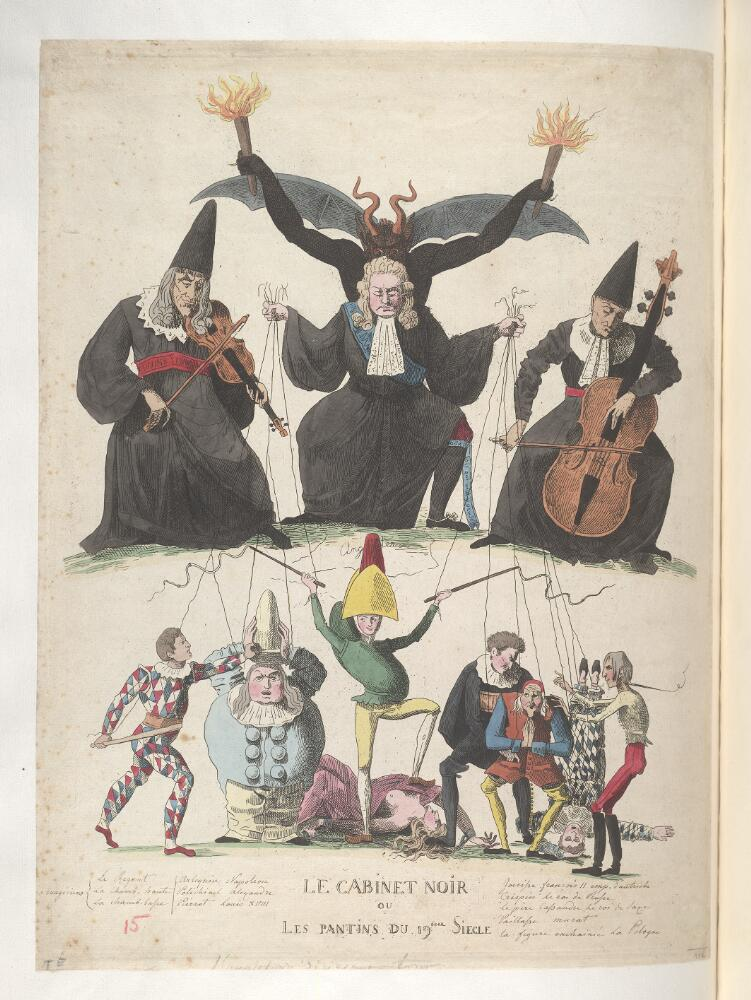
关于黑室的漫画，藏于博德利图书馆群，作于1815年。

在法国，“黑室”（cabinet noir ）一词，意指常设于邮传部门，专司信件检阅的政府情报部门。尽管背后是国家机器，部门行动也通常是在邮件传递过程中，审阅信件还是需要一定隐秘性的，因此“黑室并不会干扰邮政部门本身的运行”。自邮政与电报行业兴起以来，类似的尝试就在历史上层出不穷，法国国王路易十三与路易十四的大臣们就经常如此行事。但是直到路易十五统治的时期，黑室才作为一个独立机构存在。这个机构最早被称为“邮政保密室”。邮件审查的做法，虽在法国大革命期间饱受抨击，但是革命政府首脑以及后来的拿破仑·波拿巴都保留了这种做法。

## 法国以外
等到18世纪，密码分析也走向产业化，政府密码团队通力合作，已经能够破译当时最为复杂的单字母替换密码。“黑室”也成为了欧洲国家的标配。其中最著名，最为组织良好同时也最高效的，便是维也纳的“内阁保密室”（德语：Geheime Kabinettskanzlei）。基于上文“黑室不得影响邮政部门正常运作”的原则，该机构依照严格的时间表运作。原本应当被送往驻维也纳各国使馆的信件，都会在早7时被送往黑室检阅。职员们融化信件上的封印，然后一组速记员会将信件抄录下来。在不到三小时的时间里，信件的副本就能制作完成，而原始信件也将被重新封入信封，由邮政部门送往其原定目的地。除了向身在维也纳的皇帝陛下提供重要情报之外，维也纳的黑室也会向其他欧洲国家出卖情报。1774年，黑室就曾与法国使馆的秘书阿伯特·乔治尔（Abbot Georgel）达成交易，用1000达克特的价格换取两周一次的情报供应。
荷兰共和国同样雇佣了黑室来获取情报。
1911年的《大英百科全书》第十一版认为黑室已然消亡，但是同时期的法国政府依旧保有拆阅邮政信件的权力，而在英国，类似的权力则握在一位内阁大臣的手中。在英国，信件检阅常见于18世纪，并在《1837年邮政法案》中正式取得合法性；其最为恶名远扬的应用，应为1844年对马志尼信件的拆阅。
在第一次世界大战期间，邮件审阅变得常见。各国政府宣称在总体战的情况下，审查制度对于维护民众士气而言是有必要的。但是，无论理由如何正当，审查制度的存在都意味着前线士兵的家书会被政府官员审阅，因而进一步颠覆了隐私以及通信秘密的概念。战后。邮政审查制度得以保留，但不论在战间期还是之后的时间里，政府都不曾实行过如此大规模的审查。
美国海关依据《2002年贸易法案》对进出美国国境的邮件进行开箱检查乃是在美国宪法第四修正案“边境搜查例外条款”的授权下进行的。这一行为早在施行前就遭到了美国邮政部门的批评（包括提高邮政服务成本，进而导致邮费增加）。但是条款中禁止搜查违禁品的政府雇员阅读包括违禁品在内的包裹或信封中附带的邮件，以及允许他人阅读上述邮件的行为使批评有所缓和。而允许政府部门审阅国内邮件的《2004年情报授权法案》则被裁定违宪。